# Herb Małogoszcza
Herb Małogoszcza – jeden z symboli miasta Małogoszcz i gminy Małogoszcz w postaci herbu.

## Wygląd i symbolika
Herb przedstawia wizerunek złotego krzyża jagiellońskiego w czerwonym polu tarczy herbowej.

## Historia
Herb został nadany w 1408 roku, razem z prawami miejskimi przez króla Władysława Jagiełłę, założyciela dynastii Jagiellonów, która w swoim herbie miała krzyż. 
W latach 2005–2006 prof. Barbara Trelińska z Polskiego Towarzystwa Heraldycznego przeprowadziła badania historyczne wraz z uzasadnieniem historyczno–heraldycznym herbu. W oparciu o przeprowadzone badania Komisja Heraldyczna przy Ministerstwie Spraw Wewnętrznych i Administracji zaopiniowała projekt herbu w zakresie jego zgodności z zasadami heraldyki i miejscową tradycją. Herb wraz z flagą i pieczęcią zostały ustanowione zgodnie z uchwałą nr 28/243/06 Rady Miejskiej  z 22 czerwca 2006 roku.